# Andrei Balazs
Andrei Balazs (* 1986) ist ein ehemaliger rumänischer Skispringer.

## Sportlicher Werdegang
Anfang 2003 startete er das erste Mal international bei einem Junioren-Wettbewerb in Planica.
In der nächsten Saison nahm er an einigen Continental-Cups teil konnte aber mit Platz 57 als bestes Ergebnis keine Punkte erzielen. In der Folgesaison startete er erneut bei fast allen Continental-Cup Wettkämpfen, aber konnte seine Bilanz nur leicht verbessern – ein 37. Platz beim schlecht besetzten Wettkampf in Braunlage war sein bestes Ergebnis.
In der Saison 2005/06 startete er dann zunächst im FIS Cup, bis er es schaffte Punkte zu erzielen, worauf er wieder am Continental-Cup teilnahm. Nachdem in den folgenden Saisons seine Continental-Cup Teilnahmen nie von Erfolg gekrönt waren, musste er zwischenzeitlich immer wieder im FIS-Cup springen. In der Saison 2008/09 erzielte er auch da keine Punkte mehr und beendete seine Karriere.
Er nahm an den nordischen Skiweltmeisterschaften 2005 in Oberstdorf teil, wo er von der Normalschanze als 50. und von der Großschanze als 56. in der Qualifikation ausschied.
Im nationalen Bereich war er etwas erfolgreicher und gewann 2005 und 2006 die rumänischen Meisterschaften im Skispringen.